# Дидактические игры
Дидакти́ческие и́гры — вид учебных занятий, организуемых в виде учебных игр, реализующих ряд принципов игрового, активного обучения и отличающихся наличием правил, фиксированной структуры игровой деятельности и системы оценивания, один из методов активного обучения (В. Н. Кругликов, 1988).
Дидактическая игра — это такая коллективная, целенаправленная учебная деятельность, когда каждый участник и команда в целом объединены решением главной задачи и ориентируют своё поведение на выигрыш.
Дидактическая игра — это активная и/или интерактивная учебная деятельность по имитационному моделированию изучаемых систем, явлений, процессов.

## Признаки дидактической игры
Отличительной особенностью дидактических игр является наличие игровой ситуации, которая обычно используется в качестве основы метода. Деятельность участников в игре формализована, то есть имеются правила, жесткая система оценивания, предусмотрен порядок действий или регламент. Следует отметить, что дидактические игры отличаются от деловых игр в первую очередь отсутствием цепочки решений.
Из числа известных типов игр к дидактическим можно отнести: анализ конкретных ситуаций, игровое проектирование, разбор деловой почты руководителя и некоторые другие, например, социо/игровые технологии обучения.

## Виды дидактических игр

### Анализ конкретных ситуаций
Современные инженерно-технические системы и системы управления отличает высокая сложность, технологичность, многофакторность и возрастающая интенсивность обработки информации. Метод анализа конкретных ситуаций (АКС) наиболее эффективен для подготовки специалиста к работе в подобных условиях.
В основе метода лежит коллективное решение обучающимися проблемной задачи. Задача может быть технической, социальной, управленческой. Она может требовать нахождения конкретного решения или определения совокупности действий, которые приведут к выходу из критической ситуации. Такие задачи, в отличие от традиционных учебных задач, будучи построены на реальном материале, могут не иметь однозначного решения, и могут содержать избыточную информацию или её недостаток, то есть носят проблемный характер.
В большинстве вузов страны проблемные, творческие задачи используются не только в составе методов активного обучения, но и как самостоятельное средство активизации мыслительной деятельности студентов или как основной элемент реализуемого проблемного подхода к обучению. На их основе составляются сборники задач, разрабатываются элементы программированного обучения и контроля усвоения учебного материала, формируются тестовые программы для ЭВМ.
Специалисты выделяют около 35 модификаций метода (И. Г. Абрамова, 1988). Наиболее часто выделяют три вида АКС по типу рассматриваемой ситуации.
Ситуация-иллюстрация. На конкретном примере из практики демонстрируются закономерности и механизмы тех или иных социальных процессов и поступков, управленческих действий или технических решений, методов работы, поведения, фактов и условий. Наиболее эффектным и продуктивным способом представления ситуации при этом является её «проигрыш» силами обучающихся.
Ситуация-оценка. Предусматривает всестороннюю оценку предлагаемой ситуации обучающимися. Для выработки оценки они могут использовать справочную литературу, конспекты, другие предусмотренные преподавателем источники.
Ситуация-упражнение. В данном случае обучающиеся должны изучить ситуацию по специальным источникам, литературе, справочникам и задавая вопросы преподавателю. После чего они вырабатывают порядок действий.
Выделяют следующие признаки метода (В. Я. Платов, 1987):
1. Наличие модели социально-экономической системы, рассматриваемой в некоторый отдельный момент времени.
2. Коллективная выработка решения.
3. Много альтернативность решения.
4. Единая цель при выработке решения. В отсутствие ролей или различных ролевых функций, перед обучающимися ставится единая цель — найти решение проблемы, предлагается единая для всех задача.
5. Наличие системы группового оценивания деятельности обучающихся. Метод предполагает коллективную деятельность обучающихся в процессе занятия. Оценивание их деятельности может осуществляться либо выборочно индивидуально, как поощрение наиболее активных, нашедших наиболее правильное решение, либо по группам, в случае формирования команд.
6. Наличие управляемого эмоционального напряжения. Любая активизация обучения предусматривает наличие эмоционального напряжения, которое должно контролироваться преподавателем.

Подбор ситуаций для использования в этом методе отличается от традиционного, так как они должны отвечать ряду требований:
- В основе лежит конкретная реальная профессиональная ситуация;
- Описание содержит информацию не соответствующую поставленной задаче. Часть её является избыточной для решения задачи, а существенно важной может не хватать. Выявление и затребование недостающих данных, игнорирование лишних входит в процесс выработки решения.
- Ситуация имеет достаточно много вариантов решения, отличающихся степенью достижения поставленной цели или отдельных её элементов.
- Отсутствие чётко сформулированного вопроса. Задача обучающихся может на первом этапе включать поиск и формулирование проблемы, постановку задачи. Иногда это является целью всего занятия.
- Дополнительным источником много альтернативности решений является различный уровень компетентности обучающихся, различие их приоритетов, мировоззрений в сочетании с многогранностью предлагаемой модели.

Метод имеет множество вариантов реализации, но по основным признакам он относится к категории дидактической игры. Он может выступать так же частью деловой или дидактической игры, являясь одним из элементов или этапов.

### Игровое проектирование
В соответствии с названием под игровым проектированием понимают конструирование, проектирование, разработку технологии производства работ или деятельности, проводимое в игровой форме. Выделяют следующие характерные признаки метода (И. Г. Абрамова, 1988):
- Наличие сложной инженерной или социальной задачи;
- Групповая работа;
- Имитация заседания научно-технического совета, на котором авторы проекта публично его защищают. Процесс игрового проектирования и особенно итоговое обсуждение часто проводят с функционально-ролевых позиций. Это позволяет формировать у слушателей более полное представление об изучаемом процессе и конструируемом объекте.

При конструировании дидактических игр необходимо соблюдать те требования, которые делают учебную деятельность собственно игровой. Сейчас деятельность учебно-игровую всё чаще стали обозначать термином «интерактивность» (англ.: interaction - взаимодействие). Перечень основных показателей интерактивности в учебной деятельности (В.М. Букатов, 2011) включает:
1. – Движение обучаемых
2. – Возможность выбора или непредсказуемости конечного результата для обучаемых
3. – Ролевую раскладку (включая этап итоговой рефлексии)
4. – Порционность или пошаговость заданий
5. – Рабочие (малые) группы

Для появления эффекта интерактивности на уроке или занятии необходимо  
- сопряжение не менее двух показателей[1]
- направленность задания на эдьютеймент  (англ.: edutainment - от education [образование] и entertainment [развлечение]), то есть на  игру, развлечение и(или) на «реанимацию» неосознаваемых механизмов обучения и появление неформально-позитивных эмоций у обучаемых[2].

### Социо-игровые технологии обучения
Сфера применения: урочное обучение в начальной, средней и старшей общеобразовательной школе; коллективные формы дополнительного образования, групповые формы дошкольного обучения и воспитания, интерактивные технологии аудиторного обучения в вузе. Встречается разное терминологическое написание (помимо написания через дефис допустимо и слитное написание — социоигровые приёмы — и через косую — социо/игровые технологии).
Разнообразие социо-игровых технологий в своей основе опирается:
- на игровые методики театральной педагогики русского психологического театра (которые с конца XIX века —разрабатывались К. С. Станиславским и с 30-х годов XX века активно пропагандировались в Америке одним из его лучших учеников — М.Чеховым);
- на психологические идеи герменевтики (разработанные в XIX—XX веке учениками и последователями А. А. Потебни [1835-1891], а в советское время — в  середине XX века философом-антиковедом А.Ф. Лосевым [1893-1988] и в его последней трети — педагогом-психологом   Е. Е. Шулешко [1938-2006]).

С 1970-х годов социо-игровые технологии активно разрабытываются А. П. Ершовой и В. М. Букатовым (1980; 1998; 2000; 2008).
Основные организационно-методические параметры (ориентиры) социо-игровых технологий:
1. Двигательная активность самих обучающихся;
2. Разнообразие (обязательная смена) во время урока: осуществляемых ролей (и учениками и учителем), темпо/ритма деятельности, рабочих мизансцен;
3. Работа «малыми группами».

Комплексная ориентация на эти три параметра позволяет обеспечить у обучаемых ситуационную реализацию
- их мотивационной свободы (добровольности);
- их информационной инициативности (коммуникативности);
- их деловой компетентности (самостоятельности).

Сопряжение этих качеств в ходе учебно-познавательной деятельности ведёт к тренировке-укреплению-расширению креативного потенциала личности.
В социо-игровой педагогике большое внимание уделяется особенностям поведения учителя и развитию его педагогического мастерства: см. «Режиссура урока» (А.Ершова, В.Букатов; 5 изд: СПб.,2021). И ситуационному конструированию игровых приёмов: «Драмо/герменевтика» (В.Букатов, 1994; см. www.openlesson.ru)

### Разбор почты руководителя
Метод Разбор почты руководителя (документации, корреспонденции) имеет явно выраженную управленческую направленность. Реализация метода предусматривает моделирование деятельности организации, которое представляется в виде комплекта документов, подготовленных руководителю организации для разбора. Это могут быть письма от сторонних организаций, служебные записки от руководителей смежных организаций и подчиненных, исходящие письма, подготовленные на подпись и отправку, докладные, а также документы частного характера и «случайные», не относящиеся к компетенции данного руководителя. Метод используется в виде дидактической игры. Участники должны изучить документы, принять по ним необходимые решения, поставить резолюции. Кроме того, они должны составить определенное мнение о ситуации на предприятии.
Итоговая часть игры проводится в виде дискуссии с разбором действий игроков и их представления о ситуации на предприятии.
Одним из вариантов метода является так называемая мусорная корзина. При реализации этого метода участникам игры предлагается к рассмотрению набор отдельных строк из документов, частично имитирующих результат работы бумагорезательной машины по уничтожению документов.